# 吕特 (上莱茵省)
吕特（法語：Lutter，发音：[lytəʁ] 或 [lutəʁ]）是法国上莱茵省的一个市镇，属于阿尔特基什区（Altkirch）阿尔特基什县（Altkirch）。该市镇总面积8.46平方公里，2009年时的人口为299人。

## 人口
吕特人口变化图示